# 南部安信
南部 安信（なんぶ やすのぶ）は、戦国時代の陸奥国の大名。南部氏23代当主。

## 略歴
南部政康の長男。次弟に石川高信でその子（安信にとり甥）が南部信直。
安信は南部氏の戦国大名化を目指し、積極的に勢力拡大政策を推し進めた。大永4年（1524年）石川高信ら3人の弟を動員して、津軽地方の諸城を抑えて津軽を平定させ、そこに高信を置いて統治を任せている。さらに弟の南長義には五戸地方を、同じく弟の石亀信房には石亀城を、同じく弟の毛馬内秀範には毛馬内城を任せて、南部氏の体制を固めている。
このように安信が築き上げた基盤は、次代の南部晴政時代の発展へと繋がったと言われているが、上記の安信の事跡は後世の書籍に記されているもので、安信に関する一次資料は不足しており、実際の功績は定かでないと言われる。同様の理由から、安信以前の南部氏の素性には、疑問視する点が多いとも言われている。